# Georges Taisne
Georges Taisne (Avesnes, 13 aprile 1904 – Lilla, 23 marzo 1998) è stato un calciatore francese, di ruolo attaccante.

## Carriera

### Nazionale
Ha collezionato tre presenze con la propria Nazionale.

## Statistiche

### Cronologia presenze e reti in Nazionale
| Cronologia completa delle presenze e delle reti in nazionale ― Francia | Cronologia completa delle presenze e delle reti in nazionale ― Francia | Cronologia completa delle presenze e delle reti in nazionale ― Francia | Cronologia completa delle presenze e delle reti in nazionale ― Francia | Cronologia completa delle presenze e delle reti in nazionale ― Francia | Cronologia completa delle presenze e delle reti in nazionale ― Francia | Cronologia completa delle presenze e delle reti in nazionale ― Francia | Cronologia completa delle presenze e delle reti in nazionale ― Francia |
| Data                                                                   | Città                                                                  | In casa                                                                | Risultato                                                              | Ospiti                                                                 | Competizione                                                           | Reti                                                                   | Note                                                                   |
| ---------------------------------------------------------------------- | ---------------------------------------------------------------------- | ---------------------------------------------------------------------- | ---------------------------------------------------------------------- | ---------------------------------------------------------------------- | ---------------------------------------------------------------------- | ---------------------------------------------------------------------- | ---------------------------------------------------------------------- |
| 24-4-1927                                                              | Colombes                                                               | Francia                                                                | 3 – 3                                                                  | Italia                                                                 | Amichevole                                                             | 2                                                                      |                                                                        |
| 26-5-1927                                                              | Colombes                                                               | Francia                                                                | 0 – 6                                                                  | Inghilterra                                                            | Amichevole                                                             | -                                                                      |                                                                        |
| 12-6-1927                                                              | Budapest                                                               | Ungheria                                                               | 13 – 1                                                                 | Francia                                                                | Amichevole                                                             | -                                                                      |                                                                        |
| Totale                                                                 |                                                                        | Presenze                                                               | 3                                                                      |                                                                        | Reti                                                                   | 2                                                                      |                                                                        |